# Boots Randolph
Boots Randolph, geboren als Homer Louis Randolph III, (Paducah, 3 juni 1927 - Nashville, 3 juli 2007) was een Amerikaans saxofonist bekend om zijn saxofoon-hitsingle "Yakety Sax", dat werd gebruikt in het bekende televisieprogramma The Benny Hill Show. Hij was de eerste saxofonist die met Elvis Presley een nummer opnam. Randolph speelde ook in opnames van Chet Atkins, Roy Orbison, REO Speedwagon en anderen. Gedurende het merendeel van zijn carrière is de muziek van Randolph tot de Nashville-sound in de countrymuziek te rekenen. In 2004 werd hij opgenomen in de Kentucky Music Hall of Fame.
- Biblioteca Nacional de España: XX4580909
- Bibliothèque nationale de France: cb13932115j (data)
- Gemeinsame Normdatei: 134491831
- International Standard Name Identifier: 0000 0001 1570 3954
- Library of Congress Control Number: n85098429
- MusicBrainz: 7b10ba94-21c3-4abb-802c-fe4984817504
- Nederlandse Thesaurus van Auteursnamen: 100438342
- SNAC: w6583q1d
- Virtual International Authority File: 274327447